# 佐治街 (多倫多)
佐治街（英語：George Street）是加拿大安大略省多倫多的一條南北向街道，南起前街，北迄芝蘭街。它的南部街區位於原上加拿大約克鎮的城鎮網格內。佐治街曾經是市內最獨特、最昂貴的地點之一。如今，街道北端薛頓男子收容所（Seaton House）旁邊，就是都市衰退的例子。多倫多市政府正重建該街道，建立一個新的薛頓收容機構，該機構更加重視長期照護。市政府購買了幾座廢棄建築，並徵用了其他建築，以促進佐治街的重建。

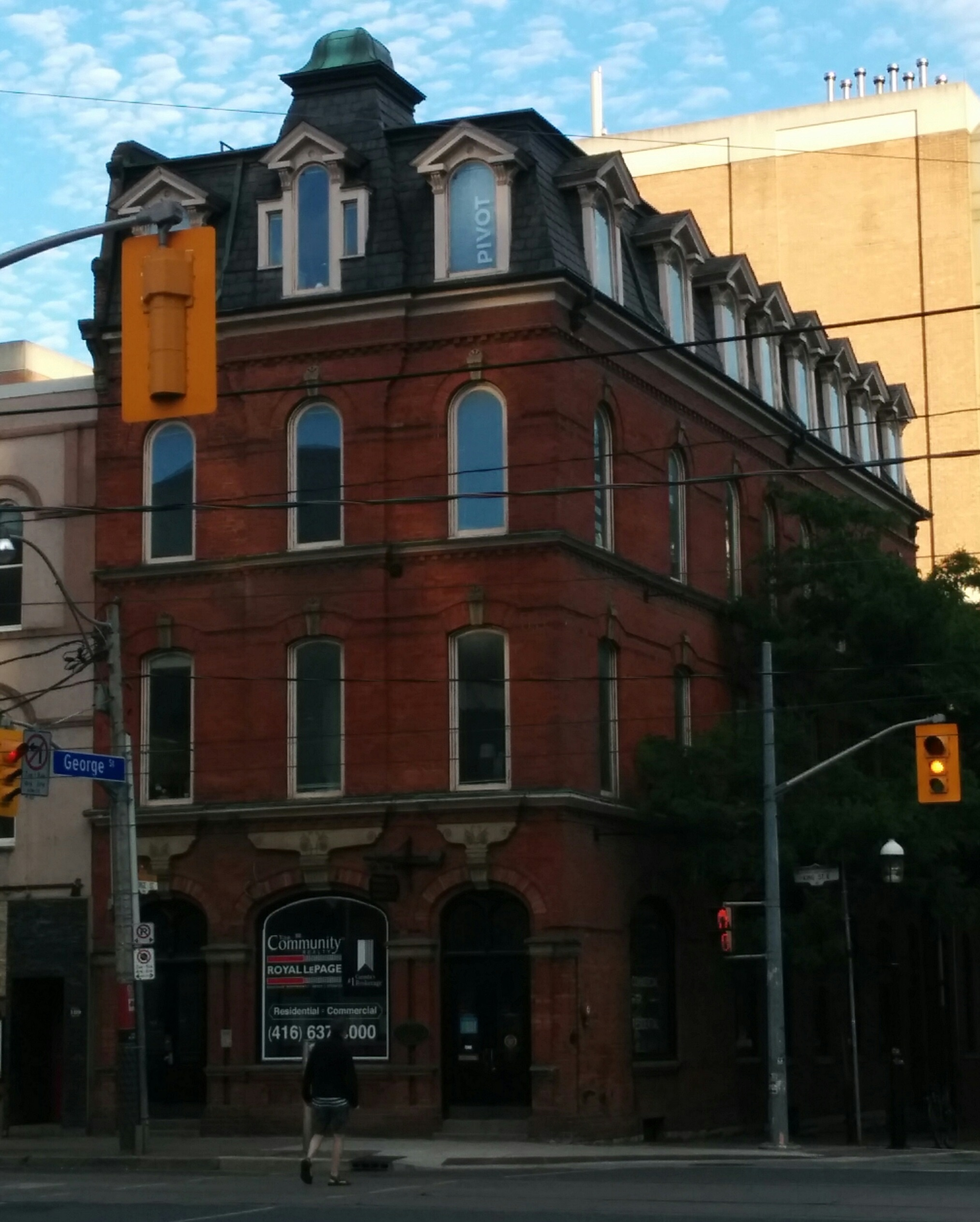
皇帝街夾佐治街處的小約克客棧（Little York Inn）

## 外部連結

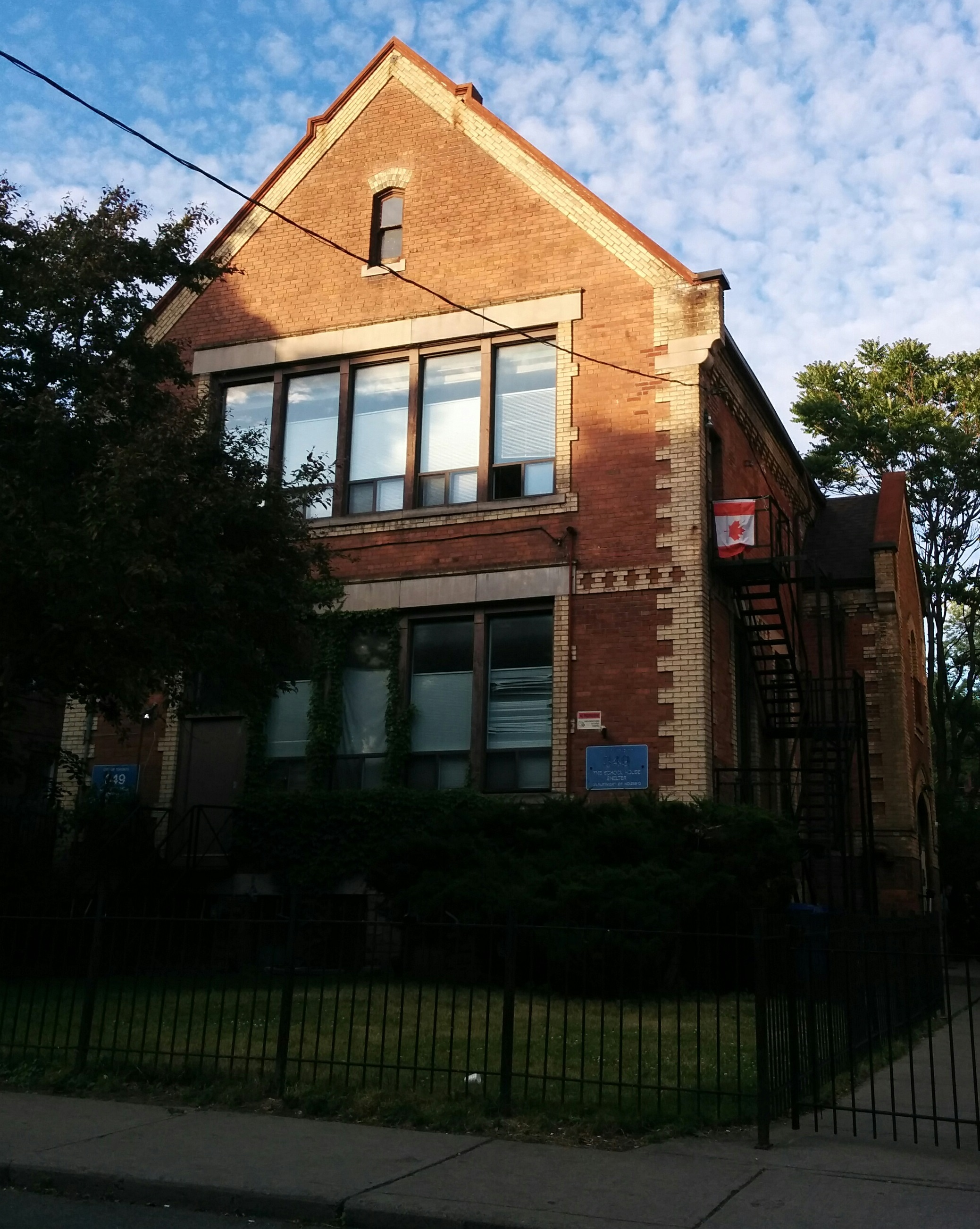
佐治街349號

- City of Toronto George Street Revitalization （页面存档备份，存于）

43°39′12″N 79°22′18″W / 43.65333°N 79.3718°W